# Schulterpolster

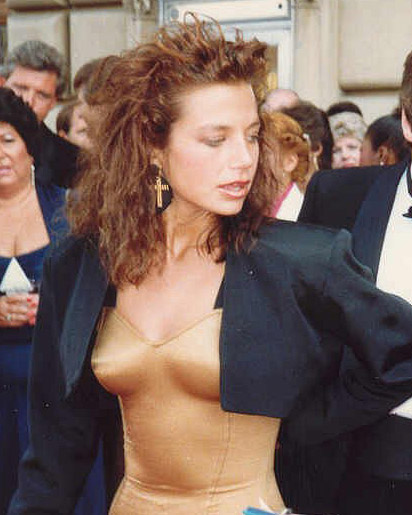
Justine Bateman 1987 in einem Bolero mit massiven Schulterpolstern

Als Schulterpolster bezeichnet man aus Textilien gefertigte Formstücke, die in Kleidungsstücken oberhalb der Schultern eingenäht sind. Schulterpolster können entweder den Oberkörper schützen oder sie dienen der jeweiligen  Mode entsprechend zur Ausformung der Schulterpartie.

## Geschichte
Bereits im 17. Jahrhundert wurden in der gesellschaftlichen Oberschicht die Schultern durch Auspolsterungen betont.
1932 setzte der Kostümbildner Gilbert Adrian die Schulterpolster für den Film Letty Lynton erstmals in der Frauenmode ein. Der Modeschöpfer kreierte für die Schauspielerin Joan Crawford, die für ihre Rolle viel zu breite Schultern hatte, ein beinahe rechteckiges Kostüm und startete damit einen Modetrend.
In den 1930er Jahren erreichte die Mode der breit ausgearbeiteten Schulterpartien einen Höhepunkt. Als Markenzeichen einer „starken Frau“ wurden aufgepolsterte Schultern besonders bei Frauen in Wirtschaft und Politik beliebt. Auch in der Literatur wurden Frauen ermutigt, sich in der Arbeitswelt auch durch maskulin wirkende Kleidung durchzusetzen.
In den 1940er Jahren, als sich während des Zweiten Weltkriegs die Frauenkleidung von den USA ausgehend militarisierte, wurden breite, hohe Schultern erneut populär. Sie machten beispielsweise einen Produzenten von Schulterpolstern, Maurice Uchitel, kurzzeitig zum „König der Schulterpolster“ (englisch Shoulder Pad King) und damit zu einem wohlhabenden Mann.
Noch immer stand Crawford Modell. Nach dem Krieg nahm die Bedeutung der Schulterpolster wieder ab, und bis Anfang der 1950er Jahre schrumpfte ihre Größe und Verbreitung. In Mänteln und Jacken kamen sie eher vor als in Blusen.
In den 1980er Jahren erlebte die Schulterpolstermode eine Renaissance. Zu den bekannten Vertretern der Modelabels, die damals die Kultur der Schulterpolstern prägten, gehören Thierry Mugler und Claude Montana. Eine ganze Generation von Politikerinnen wie etwa Margaret Thatcher kannte man fast ausschließlich mit breiten Schultern. Für 2009 wurde erneut ein Einzug der Schulterpolster in die Modewelt erwartet. In Mode-Metropolen wie Paris und New York präsentierten Models wie Katy Perry die  Retro-Kleidungseinlagen auf dem Laufsteg.

## Materialien
Schulterpolster haben verschiedene Ausführungen und können aus verschiedenen Materialien hergestellt sein. Neben den normalen, einnähbaren Exemplaren gibt es in leichte Stoffe eingehüllte, selbsthaftende Polster, die unter beliebigen Oberteilen getragen werden können. Schulterpolster mit Vliesabdeckung sind für Oberteile ohne Innenfutter (wie zum Beispiel Jacken, Sakkos und Mäntel) geeignet, während für Kleidungsstücke mit Innenfutter meist Einlagen mit Perlonbezug verwendet werden. Variationen mit Klettverschlüssen können zur Verstärkung des Effekts übereinander gestapelt werden.